# Yıldız (Beşiktaş)

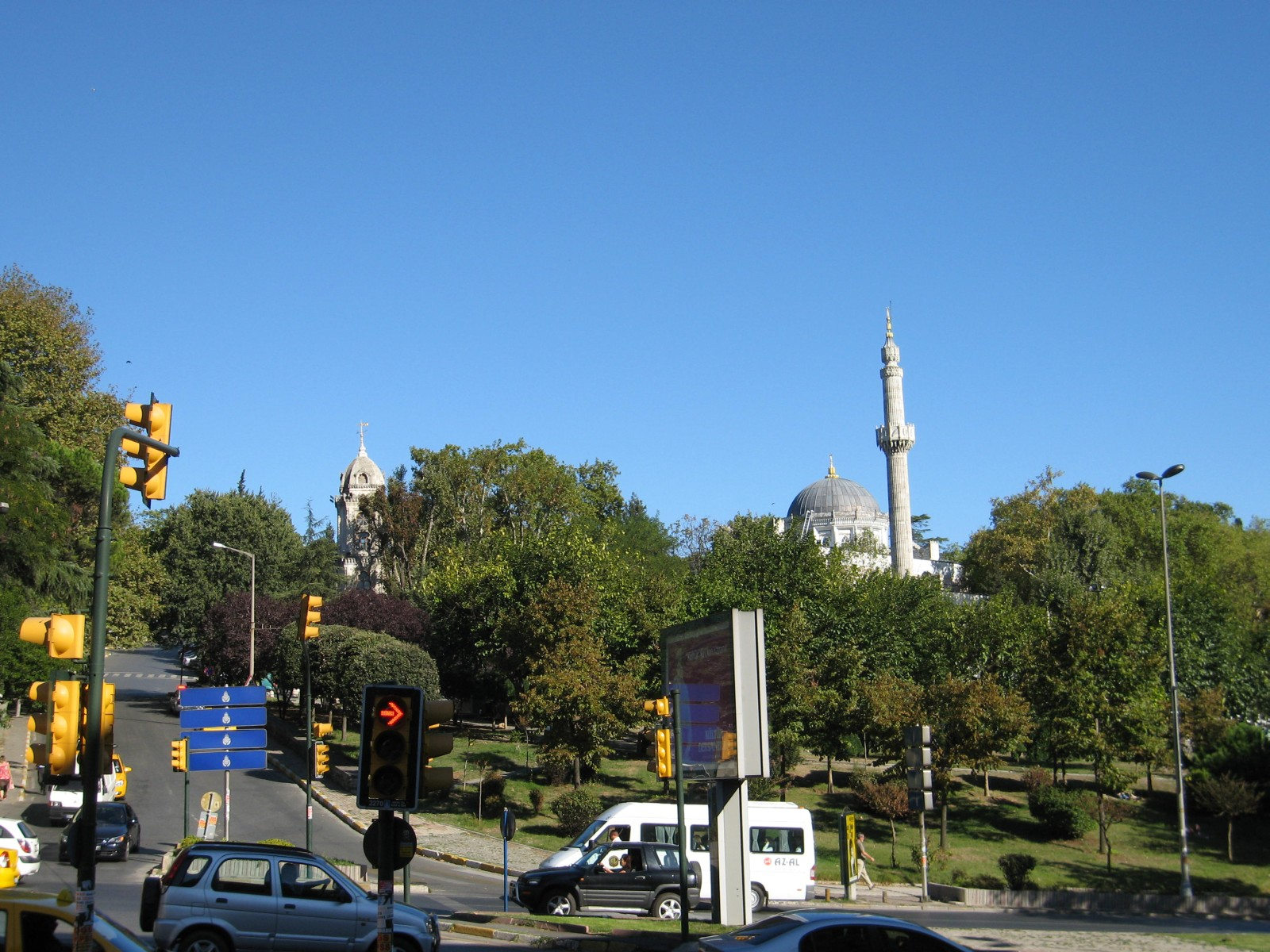
Une photo de Yıldız, de la mosquée et de la tour de l'horloge

Yıldız est un quartier du district de Beşiktaş à Istanbul. On y retrouve des endroits historiques comme le parc de Yildiz ou le palais de Yildiz, le deuxième grand palais en Istanbul. Le quartier compte 5385 habitants en 2022.